# Gekielde maskerbij
De gekielde maskerbij (Hylaeus angustatus) is een vliesvleugelig insect uit de familie Colletidae. De wetenschappelijke naam van de soort is voor het eerst geldig gepubliceerd in 1861 door Schenck.